# Rafał Augustyniak
Rafał Augustyniak (Zduńska Wola, 1993. október 14. –) lengyel válogatott labdarúgó, a Legia Warszawa hátvédje.

## Pályafutása

### Klubcsapatokban
Augustyniak a lengyelországi Zduńska Wola városában született. Az ifjúsági pályafutását a helyi MKS MOS Zduńska Wola és Pogoń Zduńska Wola csapatában kezdte, majd 2011-ben a Widzew Łódź akadémiájánál folytatta.
2012-ben mutatkozott be a Widzew Łódź első osztályban szereplő felnőtt keretében. A 2012–13-as szezonban a Pogoń Siedlcénél szerepelt kölcsönben. 2015-ben a Jagiellonia Białystok szerződtette. 2016 és 2018 között a Pogoń Siedlce, a Wigry Suwałki és a Miedź Legnica csapatát erősítette kölcsönben. A lehetőséggel élve, 2018-ban a Miedź Legnicához igazolt. 2019-ben az orosz első osztályban érdekelt Ural Jekatyerinburghoz csatlakozott. 2019. július 13-án, az Ufa ellen 3–2-re megnyert bajnokin debütált. 2022. július 30-án hároméves szerződést kötött a Legia Warszawa együttesével. Először a 2022. augusztus 5-ei, Piast Gliwice ellen 2–0-ra megnyert mérkőzés 63. percében, Lindsay Rose cseréjeként lépett pályára. Első gólját 2022. szeptember 2-án, a Radomiak ellen hazai pályán 1–0-ás győzelemmel zárult találkozón szerezte meg.

### A válogatottban
Augustyniak 2021-ben debütált a lengyel válogatottban. Először a 2021. március 31-ei, Anglia ellen 2–1-re elvesztett VB-selejtező 76. percében, Krzysztof Piąteket váltva lépett pályára.

## Statisztikák
2022. szeptember 2. szerint
| Klub                       | Szezon   | Osztály      | Bajnokság | Bajnokság | Kupa és ligakupa | Kupa és ligakupa | Nemzetközi | Nemzetközi | Összesen | Összesen |
| Klub                       | Szezon   | Osztály      | Meccs     | Gól       | Meccs            | Gól              | Meccs      | Gól        | Meccs    | Gól      |
| -------------------------- | -------- | ------------ | --------- | --------- | ---------------- | ---------------- | ---------- | ---------- | -------- | -------- |
| Widzew Łódź                | 2013–14  | Ekstraklasa  | 19        | 0         | 0                | 0                | —          | —          | 19       | 0        |
| Widzew Łódź                | 2014–15  | I Liga       | 18        | 2         | 1                | 0                | —          | —          | 19       | 2        |
| Widzew Łódź                | Összesen | Összesen     | 37        | 2         | 1                | 0                | 0          | 0          | 38       | 2        |
| Jagiellonia Białystok      | 2014–15  | Ekstraklasa  | 1         | 0         | 0                | 0                | —          | —          | 1        | 0        |
| Jagiellonia Białystok      | 2015–16  | Ekstraklasa  | 4         | 0         | 0                | 0                | —          | —          | 4        | 0        |
| Jagiellonia Białystok      | Összesen | Összesen     | 5         | 0         | 0                | 0                | 0          | 0          | 5        | 0        |
| Pogoń Siedlce (kölcsönben) | 2015–16  | I Liga       | 15        | 0         | 0                | 0                | —          | —          | 15       | 0        |
| Wigry Suwałki (kölcsönben) | 2016–17  | I Liga       | 28        | 1         | 4                | 0                | —          | —          | 32       | 1        |
| Miedź Legnica (kölcsönben) | 2017–18  | I Liga       | 29        | 3         | 0                | 0                | —          | —          | 29       | 3        |
| Miedź Legnica              | 2018–19  | Ekstraklasa  | 22        | 2         | 2                | 0                | —          | —          | 24       | 2        |
| Miedź Legnica              | Összesen | Összesen     | 51        | 5         | 2                | 0                | 0          | 0          | 53       | 5        |
| Ural Jekatyerinburg        | 2019–20  | Premjer Liga | 29        | 1         | 3                | 1                | —          | —          | 32       | 2        |
| Ural Jekatyerinburg        | 2020–21  | Premjer Liga | 25        | 4         | 4                | 0                | —          | —          | 29       | 4        |
| Ural Jekatyerinburg        | 2021–22  | Premjer Liga | 26        | 3         | 1                | 0                | —          | —          | 27       | 3        |
| Ural Jekatyerinburg        | Összesen | Összesen     | 80        | 8         | 8                | 1                | 0          | 0          | 88       | 9        |
| Legia Warszawa             | 2022–23  | Ekstraklasa  | 5         | 1         | 1                | 0                | —          | —          | 6        | 1        |
| Összesen                   | Összesen | Összesen     | 221       | 17        | 16               | 1                | 0          | 0          | 237      | 18       |

### A válogatottban
| Válogatott    | Év       | Pályára lépés | Gól |
| ------------- | -------- | ------------- | --- |
| Lengyelország | 2021     | 1             | 0   |
| Összesen      | Összesen | 1             | 0   |

## Sikerei, díjai
Miedź Legnica
- I Liga
  - Feljutó (1): 2017–18

Legia Warszawa
- Lengyel Kupa
  - Győztes (1): 2022–23

## Fordítás
Ez a szócikk részben vagy egészben  a   Rafał Augustyniak című angol Wikipédia-szócikk fordításán alapul.  Az eredeti cikk szerkesztőit annak laptörténete sorolja fel. Ez a jelzés csupán a megfogalmazás eredetét és a szerzői jogokat jelzi, nem szolgál a cikkben szereplő információk forrásmegjelöléseként.